# Průzkum bojem
Průzkum bojem představuje bojovou akci, jejímž primárním cílem je za pomoci přímého bojového střetnutí zjistit informace o nepříteli - o jeho síle, pozicích a případně plánech v dané oblasti. Klasickým příkladem je zkusmý útok na nepřátelské pozice za účelem zjištění pevnosti obrany a síly bránících se jednotek v daném sektoru. V obzvláště příznivých případech může takovýto průzkum přerůst v regulérní úspěšný útok (viz Rommelův útok na britské pozice krátce po příchodu do Afriky, nebo útok císařských jednotek v bitvě na Bílé hoře). 
Další častý cíl je zjistit co nejpřesněji rozsah nepřátelských sil v oblasti. Klasickou taktikou je v takovém případě předstírat rozsáhlý útok natolik přesvědčivě, aby nepřítel sáhl po svých rezervách a nasadil pokud možno co největší síly k likvidaci hrozby. Obvykle se přitom vyžaduje, aby „průzkumné“ jednotky svou akci přežily v bojeschopném stavu, nicméně např. Rudá armáda neváhala za druhé světové války obětovat celé divize za účelem odhadu nepřátelských sil či průzkumu jeho obranných pozic. V současné době už takovýto přístup rozhodně není obvyklý ani u ruských jednotek. 